# Смерть верхом на лошади
«Смерть верхом на лошади» (итал. Da uomo a uomo, англ. Death Rides a Horse) — спагетти-вестерн 1967 года режиссёра Джулио Петрони. Сценарий написан главным сценаристом популярного «Хорошего, Плохого, Злого» Лучано Винченцони. Фильм является общественным достоянием.
Главная музыкальная тема фильма была использована в «Убить Билла. Часть 1» Квентина Тарантино.

## Сюжет
Группа бандитов захватывает фургон с золотом. Затем банда негодяев нападает на небольшую ферму и поджигает её. Хозяина убивают, а его жену и дочь насилуют и тоже убивают. Чудом спасается лишь пятилетний мальчик, которому удалось спрятаться за поленницей дров, а затем из горящего пламени его вытаскивает один из бандитов и прячет под телегой…
Прошло более десяти лет, и спасшийся мальчик по имени Билл не только вырос, но и взлелеял мечту найти и наказать убийц. Глубокое и всеохватывающее чувство мести, приносящее удовлетворение, которое не способно дать ничто другое, разгорается всё сильнее и сильнее.
В это же время из тюрьмы освобождается старый бандит Райан. Получив от начальника восемьдесят три доллара, револьвер и двадцать семь патронов и сделав на воле несколько шагов, он попадает в переделку — его тут же начинают преследовать два незнакомца, так что возвращённые предметы оказались как нельзя кстати. Райан видит, что сообщники его предали и помогли засадить в тюрьму. Встретив юного мстителя, он заключает с молодым человеком партнёрство на тропе мести.

## В главных ролях
| Актёр           | Роль            |
| --------------- | --------------- |
| Ли Ван Клиф     | Райан           |
| Джон Филлип Лоу | Билл            |
| Луиджи Пистилли | Уолкотт         |
| Энтони Доусон   | Берт Каванах    |
| Марио Брега     | Одноглазый      |
| Романо Пуппо    | помощник шерифа |

## Критика
- «Не такой роскошный как Леоне или политизированный как Корбуччи, фильм может похвастаться собственной грубой поэзией». (Фернандо Ф. Кроче)[2]
- «Режиссура Петрони груба, но эффективна. Изобилующее барочными пытками и кислотными флэшбеками, действие „Смерти верхом на лошади“ разворачивается в примитивном мире, если не в пустыне на планете Марс». (Дж. Хоберман)[3]
- «Трудно объяснить, чего забавного можно найти в просмотре действительно плохого фильма». (Роджер Эберт)[4]
- «Как обычно, беспорядок из клише уступает лишь громкому шуму и ярости». (А. Вейлер, New York Times, 1969)[5]
- «Очарование фильма заключается в дуэте Ван Клифа и Лоу». (Деннис Шварц)[6]